# Campeonato Nacional de Albania 1948
El Campeonato Nacional de Albania de 1948 (en albanés, Kampionati Kombëtar Shqiptar 1948) fue la 11a. edición del Campeonato Nacional de Albania.

## Resumen
Fue disputado por 14 equipos y Partizani ganó el campeonato.

## Clasificación

### Grupo A
| Pos. | Equipo          | PJ | PG | PE | PP | GF | GC | Dif. | Pts. |
| ---- | --------------- | -- | -- | -- | -- | -- | -- | ---- | ---- |
| 1    | Partizani       | 10 | 8  | 1  | 1  | 34 | 8  | +26  | 17   |
| 2    | Vllaznia        | 10 | 8  | 1  | 1  | 26 | 7  | +19  | 17   |
| 3    | 17 Nentori      | 9  | 4  | 2  | 3  | 9  | 9  | 0    | 10   |
| 4    | Ylli Kuq Durrës | 9  | 3  | 2  | 4  | 12 | 16 | -4   | 8    |
| 5    | Besa            | 9  | 0  | 1  | 8  | 7  | 33 | -26  | 1    |
| 6    | Dinamo Korça    | 7  | 0  | 1  | 6  | 6  | 33 | -25  | 1    |

Fuente: RSSSFNota: '17 Nëntori' es SK Tirana, 'Ylli i Kuq Durrës' es KS Teuta Durrës y 'Dinamo Korça' es Skënderbeu

### Grupo B
|               | Pos. | Equipo             | PJ | PG | PE | PP | GF | GC | Dif. | Pts. |
| ------------- | ---- | ------------------ | -- | -- | -- | -- | -- | -- | ---- | ---- |
|               | 1    | Flamurtari         | 14 | 8  | 4  | 2  | 47 | 19 | +28  | 20   |
|               | 2    | Bashkimi Elbasanas | 14 | 7  | 5  | 2  | 34 | 15 | +19  | 19   |
|               | 3    | Apolonia           | 14 | 7  | 5  | 2  | 31 | 20 | +11  | 19   |
| Decrecimiento | 4    | Shqiponja          | 14 | 6  | 4  | 4  | 31 | 23 | +8   | 16   |
|               | 5    | 8 Nëntori          | 14 | 5  | 5  | 4  | 23 | 25 | -2   | 15   |
| Decrecimiento | 6    | Traktori           | 14 | 4  | 2  | 8  | 22 | 34 | -12  | 10   |
| Decrecimiento | 7    | Tomori             | 14 | 3  | 3  | 8  | 18 | 32 | -14  | 9    |
| Decrecimiento | 8    | Spartak Kuçova     | 14 | 1  | 2  | 11 | 17 | 55 | -38  | 4    |

Fuente: RSSSFNota: 'Bashkimi Elbasanas' es KS Elbasani, 'Shqiponja' es Luftëtari, '8 Nëntori' es Erzeni, 'Traktori' es KS Lushnja y 'Spartak Kuçova' es Naftëtari.

## Final
| 25 de agosto de 1948 | Partizani                                             | 6-2 | Flamurtari             | Estadio Qemal Stafa, Tirana |  |
|                      | Biçaku 25' · Gjinali 29', 43', 56', 72' · Shaqiri 74' |     | Bezhani 8' · Daija 88' |                             |  |

## Campeonato interrumpido 1948-49
En 1948 la AFA decidió emplear una nueva fórmula para el campeonato, según el calendario 'occidental'. Por primera vez en la historia, el estilo de campeonato de Albania se compararía con el de los países de Europa occidental, desde el otoño de 1948 hasta la primavera de 1949; pero el 31 de marzo de 1949, la Federación de Deportes de Albania (en albanés: Federata Sportive Shqiptare) anuló la temporada 1948-49 bajo la presión soviética. Después de disociarse de todas las influencias soviéticas (3 de diciembre de 1961), Albania inició una temporada de otoño/primavera a partir de 1962/63.
Nota: Tabla antes del abandono.
| Pos. | Equipo             | PJ | PG | PE | PP | GF | GC | Dif. | Pts. |
| ---- | ------------------ | -- | -- | -- | -- | -- | -- | ---- | ---- |
| 1    | Partizani          | 6  | 5  | 1  | 0  | 26 | 2  | +24  | 11   |
| 2    | 17 Nentori         | 6  | 4  | 1  | 1  | 10 | 4  | +6   | 9    |
| 3    | Vllaznia           | 5  | 4  | 0  | 1  | 21 | 1  | +20  | 8    |
| 4    | Ylli Kuq Durrës    | 6  | 3  | 1  | 2  | 8  | 7  | +1   | 7    |
| 5    | Besa               | 5  | 1  | 1  | 3  | 10 | 11 | -1   | 3    |
| 6    | Dinamo Korça       | 4  | 1  | 0  | 3  | 3  | 7  | -4   | 2    |
| 7    | Bashkimi Elbasanas | 6  | 0  | 2  | 4  | 5  | 27 | -22  | 2    |
| 8    | Flamurtari         | 6  | 0  | 2  | 4  | 2  | 27 | -25  | 2    |

NB: aparte de la última jornada, no se jugaron los partidos Dinamo Korça vs. Besa y Dinamo Korça vs. Vllaznia.
Todos los clubes de policía (Dinamo) y sindicatos (Spartaku) cambiaron su nombre por el nombre de la ciudad, excepto Partizani y Dinamo Tirana.